# 陽明山莊

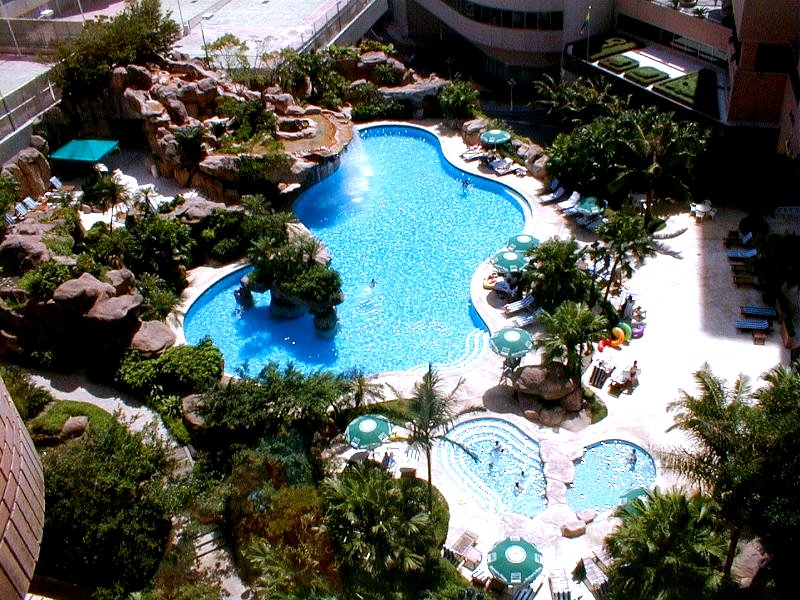
陽明山莊園林泳池

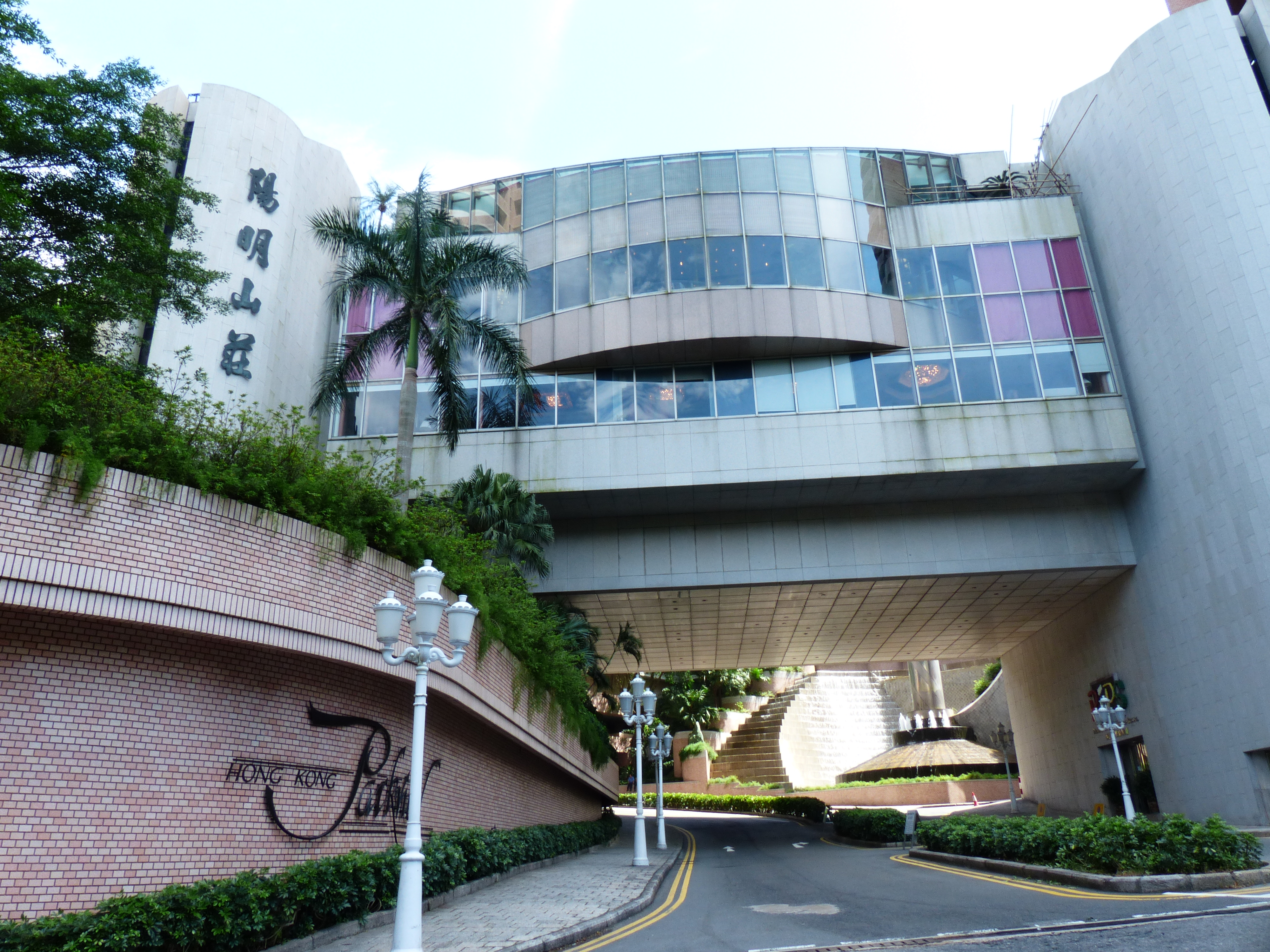
陽明山莊正門

陽明山莊（英語：Hong Kong Parkview）是香港一處豪宅屋苑，位於香港島南區大潭水塘道88號，即渣甸山和紫羅蘭山之間。陽明山莊以西為黃泥涌水塘公園，其餘三面則為大潭郊野公園所包圍。屋苑海拔接近300米，是香港地勢最高的大樓之一，共有18座大廈，由王董建築師事務有限公司設計，由協興建築承建，於1988年8月至1989年5月落成。

## 歷史
1981年，商人黃週旋，動工興建陽明山莊，並與銀行合資興建。發展商為「陽明山莊地產開發有限公司」，而該公司由僑福企業大股東黃氏家族持有。
由黃氏家族所擁有的第3至5座，於1991年於台灣放售，用以償還銀行貸款及其他債務。及後黃氏家族計劃把手持部份陽明山莊單位注入上市公司明仁（現僑福企業），同年9月30日第四座售予廣東信託。同年10月拆售第3座150個單位，售出約30個，並於11月拆售第6、7座，計劃1992年1月拆售第5座。在1991年及92年若干單位注入上市公司。
上市公司最後所持的單位（共約77,853平方呎）於2001年由嘉德置地（今凱德集團）手上被大股東黃氏家族購回，黃氏於1998年後樓市低迷期曾在二手市場買入單位作投資用途。

## 屋苑資料
| 屋苑名稱                     | 座數   | 入伙年份   | 建築師                 | 承建商   | 提供升降機的廠商 |
| ---------------------------- | ------ | ---------- | ---------------------- | -------- | ---------------- |
| 陽明居 （Parkview Suites）   | 第1座  | 1989年5月  | 王董建築師事務有限公司 | 協興建築 | 三菱電機         |
| 陽明居 （Parkview Suites）   | 第2座  | 1989年5月  | 王董建築師事務有限公司 | 協興建築 | 三菱電機         |
| 山景園 （Parkview Court）    | 第3座  | 1989年5月  | 王董建築師事務有限公司 | 協興建築 | 三菱電機         |
| 山景園 （Parkview Court）    | 第4座  | 1989年5月  | 王董建築師事務有限公司 | 協興建築 | 三菱電機         |
| 山景園 （Parkview Court）    | 第5座  | 1989年5月  | 王董建築師事務有限公司 | 協興建築 | 三菱電機         |
| 凌雲閣 （Parkview Rise）     | 第6座  | 1988年12月 | 王董建築師事務有限公司 | 協興建築 | 三菱電機         |
| 凌雲閣 （Parkview Rise）     | 第7座  | 1988年12月 | 王董建築師事務有限公司 | 協興建築 | 三菱電機         |
| 凌雲閣 （Parkview Rise）     | 第8座  | 1988年12月 | 王董建築師事務有限公司 | 協興建築 | 三菱電機         |
| 環翠軒 （Parkview Crescent） | 第9座  | 1988年8月  | 王董建築師事務有限公司 | 協興建築 | 三菱電機         |
| 環翠軒 （Parkview Crescent） | 第10座 | 1988年8月  | 王董建築師事務有限公司 | 協興建築 | 三菱電機         |
| 涵碧苑 （Parkview Terrace）  | 第11座 | 1988年8月  | 王董建築師事務有限公司 | 協興建築 | 三菱電機         |
| 涵碧苑 （Parkview Terrace）  | 第12座 | 1988年8月  | 王董建築師事務有限公司 | 協興建築 | 三菱電機         |
| 摘星樓 （Parkview Heights）  | 第13座 | 1988年8月  | 王董建築師事務有限公司 | 協興建築 | 三菱電機         |
| 摘星樓 （Parkview Heights）  | 第14座 | 1988年8月  | 王董建築師事務有限公司 | 協興建築 | 三菱電機         |
| 摘星樓 （Parkview Heights）  | 第15座 | 1988年8月  | 王董建築師事務有限公司 | 協興建築 | 三菱電機         |
| 眺景台 （Parkview Corner）   | 第16座 | 1989年5月  | 王董建築師事務有限公司 | 協興建築 | 三菱電機         |
| 眺景台 （Parkview Corner）   | 第17座 | 1989年5月  | 王董建築師事務有限公司 | 協興建築 | 三菱電機         |
| 眺景台 （Parkview Corner）   | 第18座 | 1989年5月  | 王董建築師事務有限公司 | 協興建築 | 三菱電機         |

## 會所
陽明山莊住客會所採用會員制。會所設施多元化，包括室內羅馬游泳池、綠洲池、健身室、室內兒童遊樂場、電玩天地、網球場、觀景廊、室內籃球場 / 迷你羽毛球場、壁球場、乒乓球室、攀石場、物理治療、健怡坊及兒童派對室。
此外，陽明山莊設有7間餐廳，從正宗日本鐵板燒到池畔餐廳，僅向會員和住客開放。會所內亦有八個多功能宴會場地，可舉辦會議、婚宴及各種特別活動。會所更設有三個博物館，陽明金石館、陽明石刻及餘學齋，展示私人藝術收藏，涵蓋了遠古青銅時代、朝代佛教卷軸及雕塑、現代藝術、雕塑、繪畫和陶瓷，僅向會員和住客開放。

## 圖片集

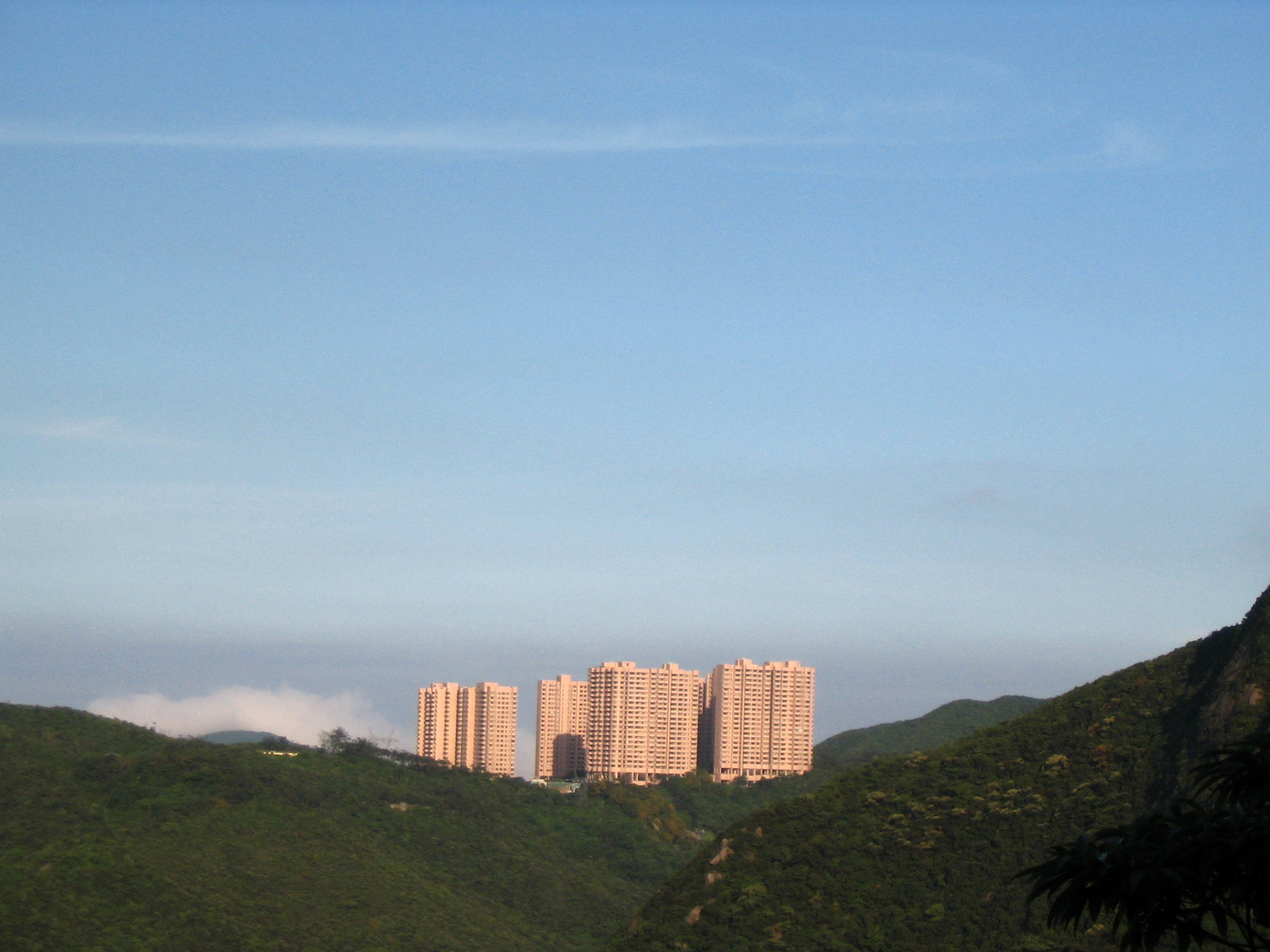
處於渣甸山和紫羅蘭山之間的陽明山莊，攝於布力徑（近中峽）
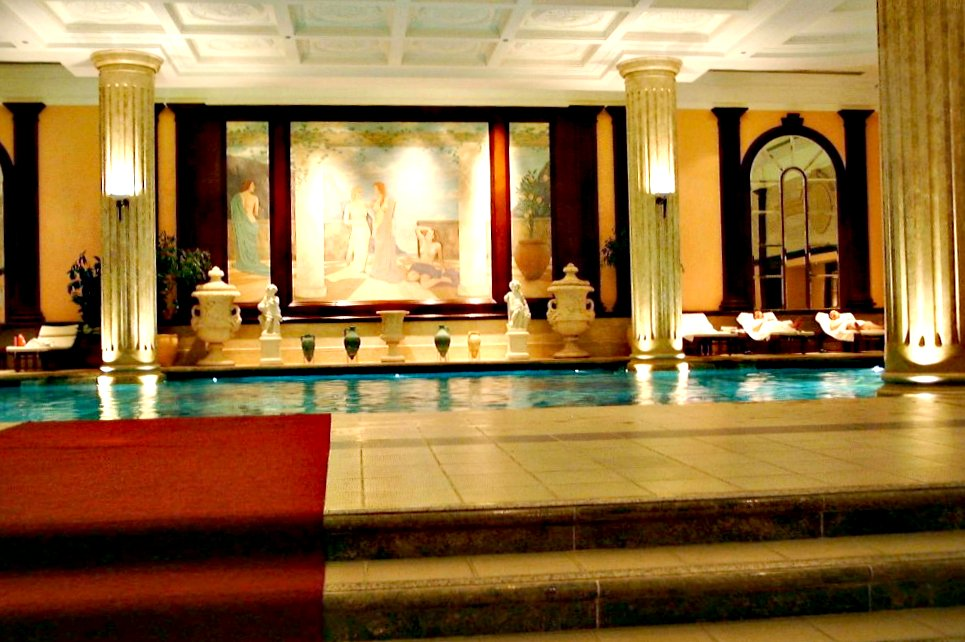
陽明山莊會所室內羅馬游泳池
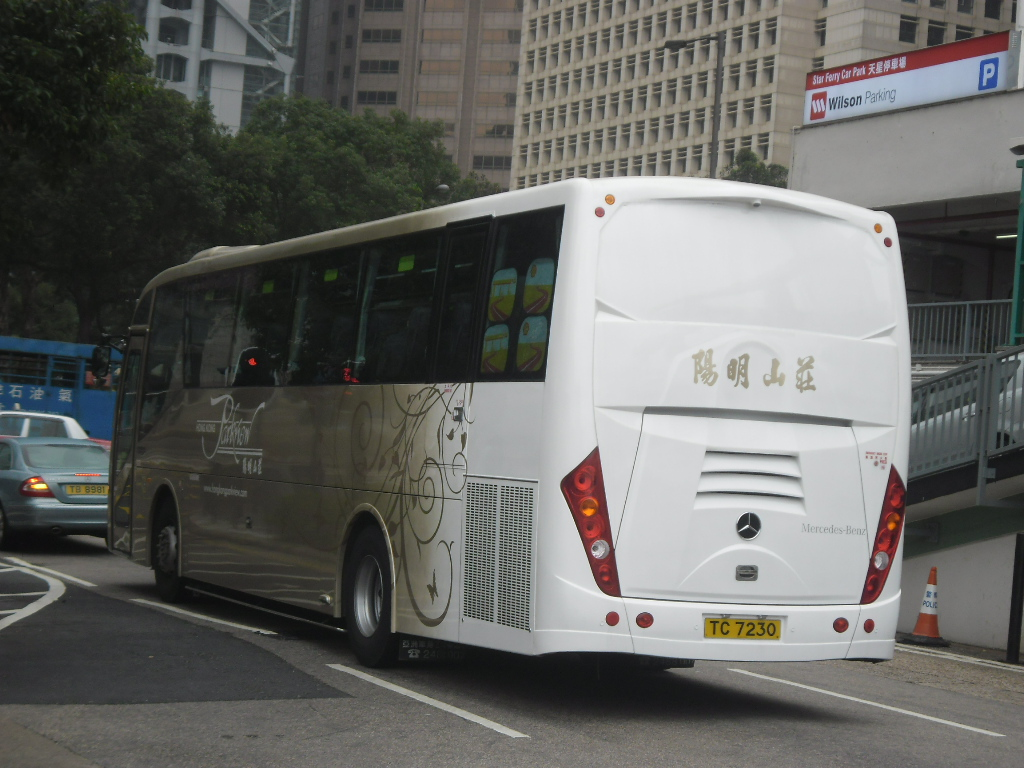
屋苑住客穿梭巴士
陽明山莊各屋苑分佈簡圖（點選放大觀看）

## 新聞案件
- 1989年，政府核數署質疑政府賤賣用作高級公務員宿舍的陽明山莊單位予項目發展商，及後竟於樓價大升時買回／租回單位[12]。
- 2003年11月，居於陽明山莊的美林證券前董事簡崇諾（Robert Kissel），被太太Nancy Ann Kissel（英语：Nancy Ann Kissel）特製的怪味奶昔迷暈後用硬物打死。

## 流行文化
- 1991年上演的電影《富贵吉祥》，在該處的會所餐廳進行拍攝。

## 居住名人
屋苑保安出名嚴密，深受着重私隱的富豪愛戴。
- 張柏芝
- 楊千嬅
- 鄭中基
- 新地副董事總經理雷霆
- 玖龍紙業副董事長劉名中
- 太子珠寶鐘表行主席鄧鉅明
- 美容界名人鄭明明
- 對衝基金大鰐景林資產蒋锦志
- 漫畫家黃玉郎
- 禹銘投資馮氏家族
- 王冬勝
- 和廣北
- 胡關李羅律師行創辦人胡寶星家族

## 交通
陽明山莊位於郊區，離最就近的大潭水塘道巴士站有一段距離（須步行至少15分鐘），且連接道路為坡道，因而對直達屋苑的交通服務有需求。運輸署於1987年10月9日山景園（第1期）入伙前，曾招標承投一條來往屋苑及金鐘地鐵站的專線小巴路線，後因發展商表示會為住戶安排交通工具，政府遂收回該小巴路線。
上述路線皆由冠忠巴士營運，僅供陽明山莊的住戶及其訪客、以及使用陽明山莊會所設施的賓客（如婚宴）乘坐。

## 註腳
1. ↑  .   [2009-05-16]. （原始内容存档于2009-05-22）.
2. ↑   (pdf).   [2019-08-10]. （原始内容存档 (PDF)于2016-03-04）.
3. ↑   (pdf).
4. ↑  大公報 1991-03-05 第13版 <陽明山莊三幢物業 僑福在台放售>
5. ↑  現時之上市公司僑福企業當時並未改名，當時為Ming Ren Holdings Company Limited (明仁控股)，當時指的僑福集團實為明仁之控股公司僑福，佔30%股份。
6. ↑  大公報 1991-06-12 第23版 <陽明山莊數十權益 僑福正部署注入明仁>
7. ↑  大公報, 1991-10-01 26版 <陽明山莊第四座住宅 僑福四億四千萬出售>
8. ↑  大公報, 1991-10-15 26版 <僑福擬建維園地下城  陽明山莊部份單位將拆散出售>
9. ↑  大公報, 1991-11-09 16版 <陽明山莊兩幢物業 下周推出拆散發售>
10. ↑  公告及復牌 21/08/2001  10:07
11. ↑  僑福黃氏回購陽明單位 （页面存档备份，存于） 03/11/2005 東方日報
12. ↑  1989-11-16 大公報 <港府出售陽明山莊 可能少收9000萬元>

## 外部連結
- 陽明山莊官方網站 （页面存档备份，存于）
- 陽明山莊地圖 （页面存档备份，存于）
- 2003年11月 美林證券高層陽明山莊謀殺案轟動一時[永久]
- 香港警方網新聞
- 陽明山莊經典廣告 （页面存档备份，存于）